# Vortice (romanzo 1983)
Vortice (Pacific Vortex!) è la prima avventura di Dirk Pitt, personaggio dei romanzi di Clive Cussler; anche se pubblicata come sesto libro della serie, si tratta del primo scritto da Cussler e per anni lasciato in un cassetto.

## Trama
Dirk Pitt trova un contenitore di alluminio con dentro un messaggio proveniente da un sommergibile da guerra: viene incaricato di indagare sulla sua scomparsa. Il nome del sottomarino era Starbuck e sarebbe dovuto attraccare a Pearl Harbor il lunedì successivo alla partenza ma non se ne ebbe più notizia. Nonostante le ricerche non fu ritrovata traccia né dei passeggeri né di qualsiasi indizio che poteva lasciar presupporre a una possibile esplosione, come detriti, nafta o altro. Proseguendo con le indagini Dirk Pitt farà delle scoperte davvero interessanti.

## Edizioni
- Clive Cussler, Vortice, traduzione di Roberta Rambelli, La Gaja scienza, Longanesi, 27 giugno 1997,  p. 288, ISBN 9788830414259.

- Clive Cussler, Vortice, traduzione di Roberta Rambelli, Teadue, TEA, 1998,  p. 279, ISBN 9788878184985.

- Clive Cussler, Vortice, traduzione di Roberta Rambelli, Best TEA, TEA, 2009,  p. 221, ISBN 9788850216772.

- Clive Cussler, Vortice, traduzione di Roberta Rambelli, Best TEA, TEA, 2014,  p. 279, ISBN 9788850233861.

- Clive Cussler, Vortice, traduzione di Roberta Rambelli, Tea più, TEA, 18 ottobre 2018,  p. 290, ISBN 9788850251711.